# 1207年
| 千纪： | 2千纪 |
| 世纪： | 12世纪 \| 13世纪 \| 14世纪 |
| 年代： | 1170年代 \| 1180年代 \| 1190年代 \| 1200年代 \| 1210年代 \| 1220年代 \| 1230年代                                                             |
| 年份： | 1202年 \| 1203年 \| 1204年 \| 1205年 \| 1206年 \| 1207年 \| 1208年 \| 1209年 \| 1210年 \| 1211年 \| 1212年                                   |
| 纪年： | 丁卯年（兔年）；西夏應天二年；大理天开三年；金泰和七年；蒙古太祖二年；西辽天喜三十年；南宋开禧三年；越南治平龍應三年；日本建永二年，承元元年 |

## 大事记
- 金朝官員在是年十二月奏稱全國人口為7684438戶，45816079人，是金的人口最盛時。[1]
- 四川宣撫副使吳曦公開叛宋投降金國，受封蜀國王，但稱王僅41天。
- 史彌遠設計殺死韓侂冑，掌握南宋的實權直到1233年去世為止，長達二十六年。
- 成吉思汗派兵征服了林木中百姓(也稱為森林部落)。
- 成吉思汗發動第二次征夏戰，進攻斡羅孩城（今内蒙古乌拉特中后旗西境），但因西夏軍隊的抗擊而以失敗告終。
- 弗拉基米爾軍隊攻陷古梁贊，夷平古梁贊城堡。

## 出生
- 10月1日——亨利三世，英格蘭國王。（1272年逝世）

## 逝世
- 辛棄疾，南宋詞人（1140年出生）
- 韓侂冑，宋寧宗時權臣（1152年出生）
- 吳曦，南宋抗金名将信王吴璘之孙，太尉吴挺之子。